# Diphyus sallaei
Diphyus sallaei är en stekelart som först beskrevs av Cameron 1885.  Diphyus sallaei ingår i släktet Diphyus och familjen brokparasitsteklar. Inga underarter finns listade i Catalogue of Life.